# Guiche (Pireneje Atlantyckie)
Guiche – miejscowość i gmina we Francji, w regionie Nowa Akwitania, w departamencie Pireneje Atlantyckie.
Według danych na rok 1990 gminę zamieszkiwało 670 osób, a gęstość zaludnienia wynosiła 27 osób/km² (wśród 2290 gmin Akwitanii Guiche plasuje się na 595. miejscu pod względem liczby ludności, natomiast pod względem powierzchni na miejscu 378.).